# Eugenia pueblana
Eugenia pueblana är en myrtenväxtart som beskrevs av Cyrus Longworth Lundell. Eugenia pueblana ingår i släktet Eugenia och familjen myrtenväxter. Inga underarter finns listade i Catalogue of Life.